# 成田美名子
成田 美名子（なりた みなこ、1960年3月5日 - ）は、日本の漫画家。代表作は、『エイリアン通り』、『CIPHER』など。血液型はAB型。
青森県青森市出身、青森県立青森東高等学校卒業。1977年、『花とゆめ』（白泉社）掲載の『一星（いっせい）へどうぞ』でデビュー。
登場人物の前向きな姿の描写へのこだわりで知られる。マンガ評論家ヤマダトモコは、成田作品の個性を「明るさへの意思」だと評した。ジャズピアニストの成田教は実弟、作詞家の小笠原ちあきは従姉妹にあたる。

## 作品リスト

### 漫画
- みき&ユーティ（1977年 - 1979年、LaLa）
- ウェルカム（1978年、LaLa）
- あいつ（1979年 - 1980年、LaLa）
- エイリアン通り（1980年 - 1984年、LaLa） - 単行本全8巻。
- CIPHER（1985年 - 1990年、LaLa） - 単行本全12巻。
- ALEXANDRITE（1991年 - 1994年、LaLa） - 単行本全7巻。
- NATURAL（1995年 - 2001年、LaLa） - 単行本全11巻。
- 花よりも花の如く（2001年 - 2025年、月刊メロディ） - 単行本既刊23巻。
- 天（そら）の神話 地の神話(1984年、LaLa)

### 画集ほか
- チェリッシュ・ギャラリー 成田美名子 自選複製原画集「みき&ユーティ」他書き下ろし多数（発行・白泉社／発売・集英社、1979年8月20日初版発行）0071-751003-3041
  - 1983年の再発版：ISBN 4-592-74009-2
- チェリッシュ・ギャラリー エイリアン通り 成田美名子2 自選複製原画集（白泉社、1982年3月25日第1刷発行）0071-751016-7020
  - チェリッシュ・ギャラリー エイリアン通り1 成田美名子 自選複製原画集（白泉社、1984年の再発版）ISBN 4-592-74016-5
- チェリッシュ・ギャラリー エイリアン通り2 成田美名子 自選複製原画集（白泉社、1984年5月23日第1刷発行）ISBN 4-592-74025-4
- CHERISH PAIR CARDS 成田美名子 SPECIAL 48 カード・コレクション（白泉社、特製オールカラー／2枚組48枚）
  - 成田美名子 春（1984年5月2日第1刷発行）ISBN 4-592-73022-4
  - 成田美名子 夏（1984年8月2日第1刷発行）ISBN 4-592-73025-9
  - 成田美名子 秋（1984年11月26日第1刷発行）ISBN 4-592-73028-3
  - 成田美名子 冬（1985年3月4日第1刷発行）ISBN 4-592-73031-3
  - 成田美名子 CIPHER 1（1986年3月25日第1刷発行）ISBN 4-592-73041-0
  - 成田美名子 CIPHER 2（1988年3月2日第1刷発行）ISBN 4-592-73051-8
  - 成田美名子 CIPHER 3（1989年5月3日第1刷発行）ISBN 4-592-73062-3
  - 成田美名子 CIPHER 4（1990年2月5日第1刷発行）ISBN 4-592-73074-7
- 成田美名子キャラクターブック（白泉社、1987年9月15日初版発行）ISBN 4-592-73049-6
- CIPHER THE VIDEO BOOK／サイファ・ザ・ビデオ・ブック（白泉社、1989年5月31日初版発行）ISBN 4-592-73065-8
- CIPHER THE COLLECTION／成田美名子CIPHER画集（白泉社、1991年2月25日初版発行）ISBN 4-592-73087-9
- ナチュラル ローゼス（白泉社、1998年3月31日初版発行）ISBN 4-592-73149-2
- 成田美名子画集 watermark（白泉社、2001年7月30日初版発行）ISBN 4-592-73186-7
- 画集 花よりも花の如く 2001-2016（白泉社、2016年3月10日発行、HC「花よりも花の如く」15巻 別冊）
- 成田美名子アートワークス（白泉社、2017年9月10日第1刷発行）ISBN 978-4-592-73294-5